# Иванова, Ирина Константиновна
Ирина Константиновна Иванова (30 марта [12 апреля] 1906, Москва — 29 августа 1987, Москва) — советский учёный геолог-четвертичник, палеонтолог и организатор науки. Учёный секретарь Комиссии по изучению четвертичного периода АН СССР (с 1945 года), ответственный редактор Бюллетеня Комиссии по изучению четвертичного периода (с 1966 года), награждена медалью А. Пенка (1978).

## Биография
Родилась 30 марта (12 апреля) 1906 года в Москве, в семье служащего.

### Образование
в 1923 году окончила среднюю школу.
Начала учиться в Театральном училище Большого театра.
Обучалась на курсах иностранных языков (немецкий, английский и французский), в дальнейшем изучала украинский и польский языки.
В 1935—1938 годах училась экстерном в Московском геологоразведочном институте.

### Научная и организационная работа
В 1932 году начала работать в области геологии в Институте местных стройматериалов НКТП СССР на должностях: прораб, техник-геолог, референт.
С 1939 года работала в Геологическом институте (Институт геологических наук) АН СССР, в отделе четвертичной геологии под руководством профессора Г. Ф. Мирчинка.
В 1942 году вместе с семьёй, переехала в Семипалатинск, куда был эвакуирован МГРИ.
С 1945 года (в течение 42 лет) была учёным секретарем Комиссии по изучению четвертичного периода АН СССР.
Редактировала Бюллетень Комиссии по изучению четвертичного периода.
Проводила научные исследования по четвертичной геологии и стратиграфии. Основные работы посвящены исследованиям по стратиграфии, геоморфологии и геологии стоянок каменного века в Приднестровье, стратиграфии отложений верхнего плейстоцена Европейской территории СССР и корреляции их с отложениями Западной Европы. Создала детальную стратиграфическую шкалу развития палеолитических культур ископаемого человека, начиная с мустьерской эпохи до неолита.
Кандидат геолого-минералогических наук (1966)
Участвовала и организовывала всесоюзные совещания по четвертичной геологии, участвовала и конгрессах INQUA в: 1961  ИНКВА — Варшава, 1965  ИНКВА — Боулдер, 1969  ИНКВА — Париж и 1982  ИНКВА — Москва.
Разрабатывала научную тему «Геологическая история первобытного человека и среды его обитания», по направлениям:
- разработка вопросов антропогенеза, связанных с проблемой времени и места возникновения и развития человека.
- комплексное изучение геологической истории людей каменного века на Европейской территории СССР.

Способствовала созданию республиканских Комиссий по изучению четвертичного периода.

### Последние годы жизни
В мае 1987 года вышла на пенсию.
Скончалась после тяжелой болезни 29 августа 1987 года в Москве, похоронена на Новодевичьем кладбище.

## Семья
Муж (c 1937) — М. В. Муратов (1908—1982) — геолог, преподаватель МГРИ.
- дочь — Муратова, Ксения Михайловна (Ася; 1940—2019) — искусствовед и историк искусства. В 1970 году вышла замуж за итальянского художника Франко Миеле и уехала с ним в Рим.

## Награды и премии
- 1946 — Медаль «За доблестный труд в Великой Отечественной войне 1941—1945 гг.»
- 1948 — Медаль «В память 800-летия Москвы»
- 1973 — Победитель соцсоревнования
- 1978 — Медаль Альбрехта Пенка Комитета по изучению четвертичного периода немецкоязычных стран, за выдающиеся исследования в области изучения четвертичного периода.
- 1984 — Медаль «Ветеран труда»
- 1985 — Юбилейная медаль «Сорок лет Победы в Великой Отечественной войне 1941—1945 гг.», участнику трудового фронта.

## Членство в организациях
- Комиссия по изучению четвертичного периода
- Международный союз по изучению четвертичного периода
  - Постоянная Комиссия по стратиграфии лёссов
  - Комиссия по палеоэкологии древнего человека, заместитель председателя.